# Protepicorsia latimarginalis
Protepicorsia latimarginalis là một loài bướm đêm trong họ Crambidae.